# Karel Luyton
Karel Luyton, také Carolus, Carl nebo Charles Luython (1556 nebo 1557, Antverpy – 2. srpna 1620, Praha), byl vlámský varhaník a hudební skladatel, který žil na dvoře císaře Rudolfa II. v Praze.

## Život

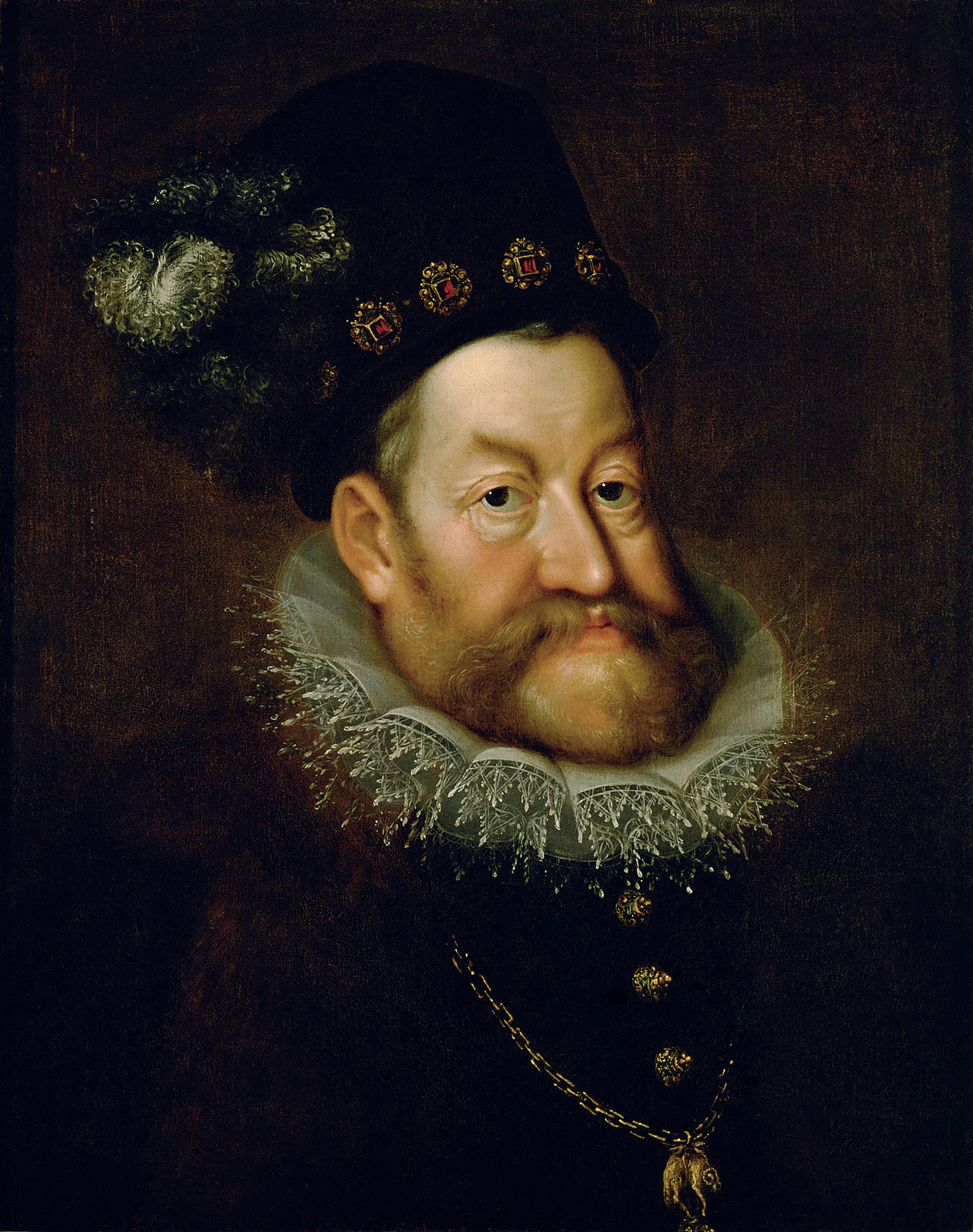
Hans von Aachen: Portrét císaře Rudolfa II.

Narodil se v Antverpách, které tehdy patřily španělské větvi rodu Habsburků. Jeho otec byl rektorem latinské školy při kostele sv. Ondřeje a byl známý jako spisovatel (dochovaly se např. jeho Bajky podle Ezopa z roku 1548 nebo Francouzsko-vlámský slovník). Ještě jako chlapec odešel do Vídně a stal se sboristou na dvoře císaře Maxmiliána II. Kapelníkem byl tehdy Jacobus Vaet, takže je velmi pravděpodobné, že se podílel na jeho hudebním vývoji. Setkal se zde rovněž s dalšími předními renesančními skladateli té doby, Alardem du Gaucquier a Philippem de Monte. Ve hře na varhany byl žákem prvního dvorního varhaníka Wilhelma Formellise.
S počátkem mutace opustil sbor a s odstupným 50 zlatých se vydal na cestu do Itálie, do země, kam tehdy mířili za dalším hudebním vzděláním hudebníci z celé Evropy. Z této doby pochází také jeho první doložená skladba. V roce 1575 mu byla udělena dvorskou kanceláří odměna za zkomponování mše, kterou věnoval císaři. 18. května 1576 se vrátil do Vídně a byl jmenován komorním hudebníkem. Stal se členem císařského komorního orchestru, který jednak hrál v císařské kapli a jednak sloužil i jako vojenská kapela. Na podzim téhož roku zemřel císař Maxmilián II. a jeho nástupcem se stal Rudolf II., který přenesl sídlo dvora do Prahy. Luyton byl jmenován komorním varhaníkem a rovněž přesídlil do Prahy, kde strávil následujících 40 let a v Praze i zemřel.
V roce 1582 mu vyšla v Benátkách sbírka madrigalů a v roce 1587 vydal v Praze sbírku motet Popularis anni jubilus, kterou věnoval Rudolfovu bratru arcivévodovi Ernstovi u příležitosti jeho vysvěcení na biskupa. Výrazně se zapsal do stavby varhan v chrámu sv. Víta. Jeho práce byla oceněna i císařem a byl mu udělen erb. V roce 1596 byl jmenován prvním dvorním varhaníkem a v roce 1603 dvorním skladatelem. V roce 1611 mu byla udělena doživotní renta 200 zlatých jako poděkování za 35 let věrné služby císařskému dvoru. Nicméně císařská pokladna byla velice liknavá a hudebníkům stále dlužila vysoké částky. Po Rudolfově smrti v roce 1612, jeho nástupce Matyáš Habsburský dvorní kapelu rozpustil a za Rudolfovy dluhy odmítl převzít odpovědnost. Luyton zemřel v chudobě roku 1620.
Zkomponoval řadu mší, parodických mší, motet, dalších chrámových skladeb a madrigalů. Ve svém díle vycházel z tradice nizozemské polyfonie Orlanda di Lassa a ze znalosti tvorby svých učitelů (Jacobus Vaet, Philippe de Monte). Jeho styl byl spíše konzervativní, avšak varhanní skladby již anticipují barokní skladebné postupy. Jeho dílo v každém případě patří k vrcholům vokálního vícehlasu počátku 17. století. Jeho skladby jsou uloženy ve sbírce Hudebního oddělení Národního muzea v Praze.

## Dílo
- Il primo libro de Madrigali a cinque voci (Benátky 1582)
- Popularis Anni Jubilus (Praha 1587)
- Odae suavissimae
- Selestissimarum sacrarum cantionem (Praha 1603)
- Opus musicum in Lamentationes Hieremiae Prophetae (Praha 1604)
- Maria ein reisz des Paradeisz (1604)
- Liber primus misaarum (Praha 1609)
- Liber I. missarum Caroli Luyton Sacrae Caes. Maiest. Organistae et companistae, (Praha 1609)
- Missa super basim Caesar vive
- Missa Filiae Hierusalem
- Missa Amorosi pensiere
- Missa super Ne timeas Maria
- Missa super Tirsi morir volea
- 4 Missa quodlibetica
- De poenitentia (moteto)
- In die Palmarum (moteto)
- In die palmarum - Secunda pars (moteto)
- Pro sponsalüs (moteto)
- Ricercare pro varhany
- Fuga suavissima pro varhany
- 3 skladby ve sbírce Musicalischer Zeitvertreiber, das ist, Allerley seltzame lecherliche Vapores und Humores, ehrliche Colation und Schlafftruncksbossen, Quodlibet, Judenschul und andere kurtzseilige Liedlein… (Norimberk 1609).
- Dies est laetitiae (vyšlo tiskem až po smrti skladatele v roce 1629)